# Miss Mundo 1980

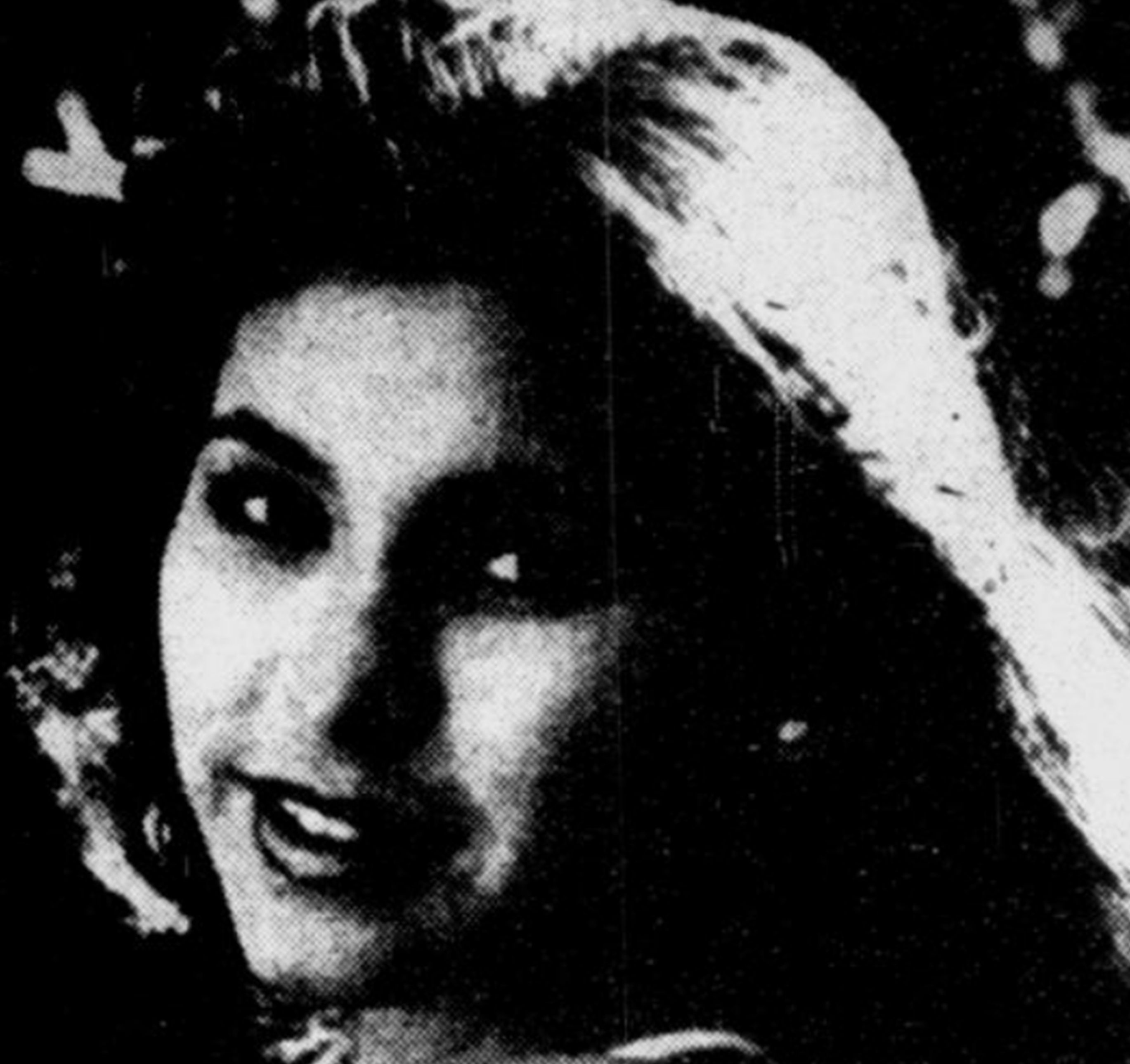
Kimberley Santos, Miss Mundo de 1980.

O 30º Concurso Miss Mundo aconteceu em 13 de novembro de 1980, no Royal Albert Hall em Londres, Reino Unido. A ganhadora foi a Miss Alemanha Gabriella Brum. Brum, contudo, renunciou ao título poucas horas depois, sendo sucedida Kimberley Santos, de Guam.